# John Spellman
John Dennis Spellman, född 29 december 1926 i Seattle, Washington, död 16 januari 2018 i Seattle, var en amerikansk republikansk politiker. Han var Washingtons guvernör 1981–1985.
Spellman tjänstgjorde i USA:s flotta i andra världskriget. Han avlade kandidatexamen vid Seattle University och juristexamen vid Georgetown University.
Spellman efterträdde 1981 Dixy Lee Ray som Washingtons guvernör och efterträddes 1985 av Booth Gardner.